# 梅沢康博
梅澤 康博（うめざわ やすひろ、1956年4月21日 - 2015年3月8日）は、日本のハードロック・ドラマー。
”ウメちゃん”の愛称で慕われた。血液型はO型。
REACTION、JACKS'N'JOKER、アニメタル、HOT ROD CRUE、ASIAN BLACK
2015年3月に永眠（享年58）。